# Terratico di Bibbona
Mit dem Namen Terratico di Bibbona DOC werden italienische Rot- und Weißweine aus Bibbona und Umgebung in der Provinz Livorno, Toskana bezeichnet. Die Weine besitzen seit dem Jahr 2006 eine „kontrollierte Herkunftsbezeichnung“ (Denominazione di origine controllata – DOC), die zuletzt am 7. März 2014 aktualisiert wurde.

## Anbau
Terratico di Bibbona ist ein kleines Weinanbaugebiet. Anbau und Vinifikation dieser Weine sind nur in den Gemeinden Rosignano Marittimo, Cecina, Bibbona und Collesalvetti in der Provinz Livorno in der Region Toskana gestattet.

## Erzeugung
Für die verschiedenen Weintypen schreibt die Denomination folgende Rebsorten vor:
- Terratico di Bibbona Rosso,  Terratico di Bibbona Rosso „Superiore“ und Terratico di Bibbona Rosato: Mindestens 35 % Sangiovese und mindestens 35 % Merlot.  Höchstens 30 % andere rote Rebsorten, die für den Anbau in der Region Toskana zugelassen sind, dürfen – einzeln oder gemeinsam – zugesetzt werden.
- Terratico di Bibbona Bianco: Mindestens 50 % Vermentino müssen enthalten sein. Höchstens 50 % andere weiße Rebsorten, die für den Anbau in der Region Toskana zugelassen sind, dürfen – einzeln oder gemeinsam – zugesetzt werden. (Wurde 2014 nicht erzeugt.)
- Bei den folgenden Weinen muss die genannte Rebsorte zu mindestens 85 % enthalten sein. Höchstens 15 % andere analoge Rebsorten, die für den Anbau in der Region Toskana zugelassen sind, dürfen zugesetzt werden:
  - Terratico di Bibbona Trebbiano
  - Terratico di Bibbona Vermentino
  - Terratico di Bibbona Sangiovese (Wurde 2014 nicht erzeugt.)
  - Terratico di Bibbona Merlot (Wurde 2014 nicht erzeugt.)
  - Terratico di Bibbona Cabernet Sauvignon
  - Terratico di Bibbona Syrah